# Alto Verde (Mendoza)
Pour les articles homonymes, voir Alto Verde.
Alto Verde est une localité rurale argentine située dans le département de San Martín, province de Mendoza.

## Description
Il existe deux districts appelés Alto Verde et limitrophes, l'un dans le département de San Martin et l'autre dans le département de Junin. Le village est situé à 1 km au sud de la route provinciale 50, et à 7 km à l'est de San Martin. Elle s'est développée à partir de la gare Alto Verde du chemin de fer Buenos Aires-Pacifique, inauguré en 1860.
Le groupe Peñaflor possède d'importants vignobles dans la région.
Il existe également un groupe de lagunes artificielles alimentées par le réservoir El Carrizal. Ses terres appartenaient à Juan Agustín Maza, qui était député de Mendoza au Congrès de Tucumán.
L'estancia nommée Alto Grande survit toujours.